# МОН-100
МОН-100  — советская противопехотная осколочная управляемая мина направленного поражения.
Была разработана в начале 1960-х годов в СССР. Состояла на вооружении советской армии.
Поражение живой силы при взрыве мины наносится готовыми убойными элементами, вылетающими в направлении противника узким пучком  на дальность до 160 метров (при вероятности поражения).
Взрыв производится оператором с пульта управления при появлении противника в секторе поражения, или же при задевании солдата противника за обрывной датчик взрывателя. Сама мина взрывателями не комплектуется.

## Тактико-технические характеристики мины.       Мон 100
- материал корпуса — сталь;
- масса — 5 кг;
- масса взрывчатого вещества (тротил) — 2 кг;
- диаметр корпуса — 23,6 см;
- толщина корпуса — 8,25 см;
- количество готовых убойных элементов (ролики 10Х10 мм) — 400 шт;
- дальность  полёта убойных осколков — 160 м;
- ширина зоны поражения на расстоянии 100 метров — 6,5 - 9,5 м;
- разлёт осколков назад и в стороны - 30 м;
- площадь поражения 1270 м²;
- температурный диапазон применения — от −50 до +50 °С.